# Хенераль-Винтер
Хенера́ль-Ви́нтер (исп. Lago General Vintter; также Хенера́ль-Пас, исп. Lago General Paz) или Пале́на (исп. Lago Palena) — озеро в Патагонских Андах на границе Чили и Аргентины. В Аргентине носит название Хенераль-Винтер, в Чили — Палена.

## Общие сведения
Находится на высоте 922 м над уровнем моря в 64 км от аргентинского населённого пункта Текка. Простирается в направлении запад — восток на 37 км, шириной до 8 км.
Западная часть озера располагается в провинции Палена на крайнем юго-востоке области Лос-Лагос в Чили, восточная — на западе провинции Чубут в Аргентине.
Площадь озера составляет 135 км², из которых 51,2 км² лежит в Чили, а остальные 83,8 км² — в Аргентине. Сток по реке Палена в залив Корковадо Тихого океана.
На берегах озера находится Национальный заповедник озера Палена, на территории которого находятся высокие горные пики, ледники и буковые леса.